# Centro de Tecnología Biomédica
El Centro de Tecnología Biomédica (CTB) es un centro de investigación y desarrollo tecnológico de la Universidad Politécnica de Madrid (UPM), ubicado en el Parque Científico y Tecnológico de la UPM, en el Campus de Montegancedo, Pozuelo de Alarcón, Madrid.
El CTB fue fundado en 2008, con Francisco del Pozo como primer director, como una iniciativa estratégica para fomentar la investigación interdisciplinaria en biomedicina y salud. Desde entonces se ha consolidado como un referente en la integración de ingeniería, neurociencia, biología y tecnología médica. 
El CTB tiene como misión abordar los principales desafíos en biomedicina y salud mediante una colaboración estable y multidisciplinaria que incluye investigación básica y traslacional. Además, busca facilitar el desarrollo de tecnologías biomédicas para su transferencia a la industria y crear un entorno propicio para la formación de nuevos investigadores y profesionales en este campo.
El CTB participa activamente en labores de divulgación científica, acogiendo regularmente visitas de estudiantes de institutos. Además, colabora en iniciativas como la Semana de la Ciencia, abriendo sus puertas al público para dar a conocer su labor investigadora. En el ámbito institucional, el CTB ha recibido visitas destacadas, como la de Su Majestad la Reina Sofía en 2012, y en 2025, la de la secretaria general de investigación, Eva Ortega, quien destacó la importancia del centro en el desarrollo de tecnologías biomédicas punteras. 

## Laboratorios
El centro cuenta con 13 laboratorios de investigación, algunos de ellos con investigadores de otras universidades y del Consejo Superior de Investigaciones Científicas (CSIC):
1. Aginglab.
2. Bioinstrumentation and Nanomedicine.
3. Biological Networks.
4. Biomaterials and Regenerative Engineering.
5. Cajal Cortical Circuits.
6. Clinical Neuroscience.
7. Experimental Neurology.
8. ICT for personalized medicine.
9. Medical Data Analytics.
10. Neuromorphic Voice Processing.
11. Neurorehabilitation Engineering.
12. Optics, Photonics and Biophotonics.
13. Surgical training & image guided surgery.

## Premio Francisco del Pozo
Desde 2018, el CTB concede el Premio Francisco del Pozo a la mejor tesis doctoral realizada y defendida en el centro durante ese año. Este galardón, que rinde homenaje al principal impulsor y primer director del CTB (fallecido prematuramente), tiene como objetivo reconocer la excelencia investigadora, fomentar la calidad científica y dar visibilidad a los avances más destacados desarrollados en el centro. 